# Gletsjerkras
Gletsjerkrassen of gletsjerstriaties zijn krassen in gesteente, die door de schurende werking van gletsjers ontstaan. Het betreft over het algemeen meerdere ondiepe, parallelle krassen. De krassen geven een indicatie van de richting waarin een gletsjer zich bewoog, aangezien de richting van de krassen overeenkomt met de stroomrichting van de gletsjer. Vaak gaat dit verschijnsel ook gepaard met een lichtere kleur van het gesteente.
Nadat een gletsjer zich heeft teruggetrokken, blijven deze krassen te zien in de rotsbodem. Deze sporen worden soms na verloop van tijd door erosie of verwering uitgewist, maar het gebeurt ook dat ze lange tijd bewaard blijven. Zo zijn er gletsjerkrassen bekend uit de Laat-Paleozoïsche ijstijd, die meer dan 200 miljoen jaar geleden plaatsvond.
Het op grote schaal terugtrekken van gletsjers door de huidige opwarming van de Aarde is op veel plaatsen in de bergen waar te nemen door (recente, Holocene) sporen die verdwenen gletsjers hebben achtergelaten in de vorm van gletsjerkrassen, verkleuring van gesteente, en achtergelaten morenes.